# ワークスコーポレーション
株式会社ワークスコーポレーションは、かつて日本に存在した、コンピュータ技術、その中でも特にクリエーション分野に特化した出版社である。2015年1月1日をもって、株式会社ボーンデジタルに経営統合した。
DTP検定、Web検定などの検定事業のほか、クリ博という就職イベントなども手がける。株式会社イマジカデジタルスケープの子会社、カルチュア・コンビニエンス・クラブ株式会社の孫会社である。本社は東京都渋谷区に所在する。代表取締役社長は篠原淳(株式会社デジタルスケープ常務取締役)。

## 沿革
- 1994年 株式会社ワークスコーポレーション創業
- 1996年 DTPWORLD創刊
- 1998年 CGWORLD創刊
- 1999年 DTP検定開始
- 2006年 就職イベントクリ博開催
- 2007年 Web検定開始
- 2009年 DTPWORLD休刊 （年間購読契約も打ち切り）
- 2015年 ボーンデジタルに経営統合

## 主な発行誌
- DTPWORLD（休刊）
- CGWORLD
- DTP＆印刷スーパーしくみ事典